# سیارک ۱۲۷۱۴
سیارک ۱۲۷۱۴ (به انگلیسی: 12714 Alkimos، نامگذاری:1991GX1) دوازده هزار و هفتصد و چهاردهمین سیارک کشف شده‌است که در ۱۵ آوریل ۱۹۹۱ کشف شد.
قدر مطلق سیارک برابر ۱۰٫۳۰ است.